# Kapustin Jar
Kapustin Jar är en rysk raketbas i Astrachan Oblast mellan Volgograd och Astrachan. Basen som idag kallas Znamensk invigdes den 13 maj 1946.
Till en början användes material, teknik och vetenskapligt stöd från det besegrade Tyskland. Ett stort antal militära testraketer har skjutits upp från basen liksom satelliter och sondraketer. Den första raketen som sändes upp från platsen den 18 oktober 1947 var en av de elva tyska A-4-raketer som erövrats från tyskarna.

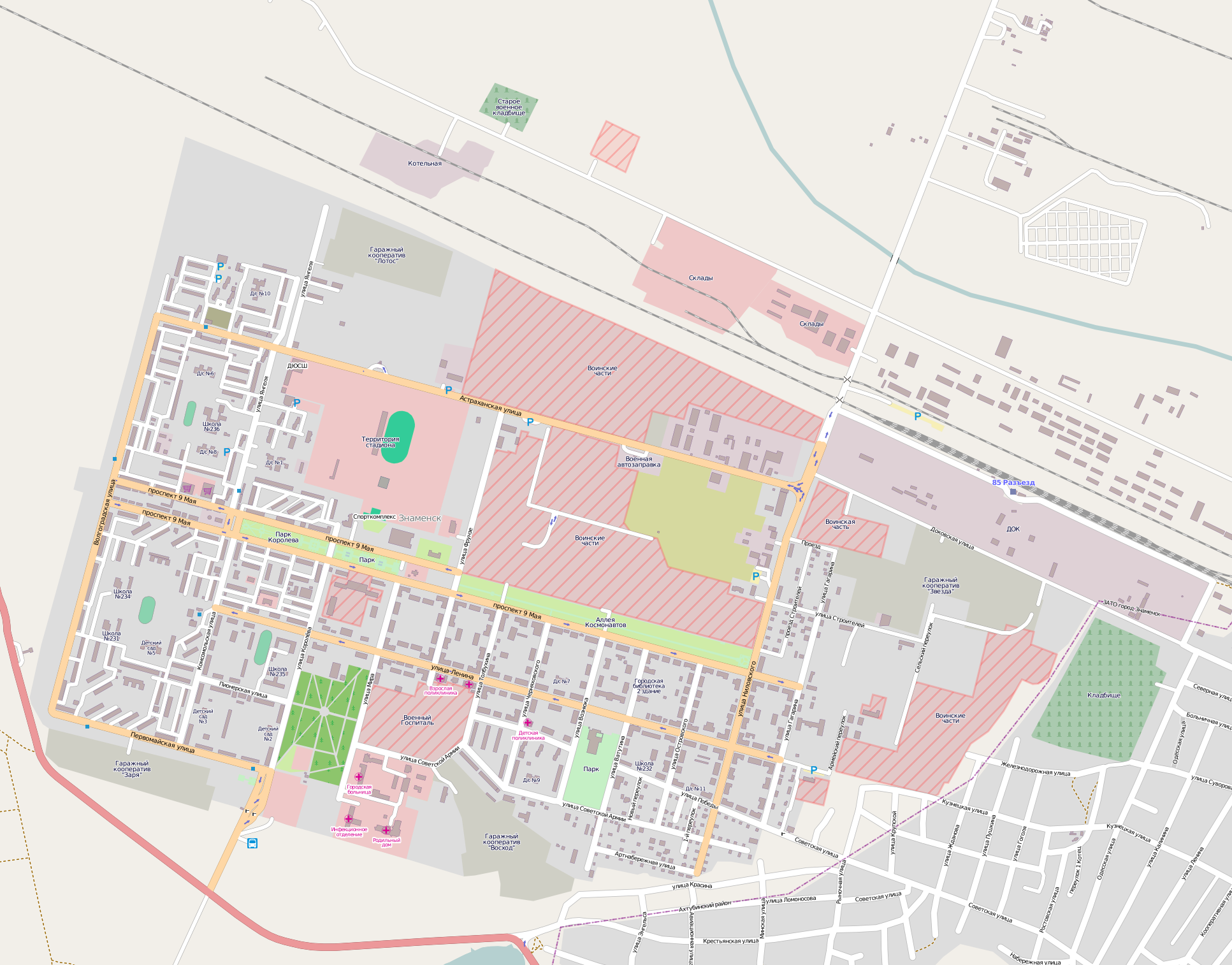
Karta över Kapustin Jar

Det statliga centret för forskning och utveckling, GNIIP-8, provområde S, inrättades vid Kapustin Jar i juni 1951. Fem atmosfäriska kärnvapenprov med låg kapacitet (10 – 40 kiloton TNT) utfördes i området 1957 – 61.
Eftersom raketbasen var den enda sovjetiska raketbasen som var allmänt känd i västvärlden i slutet av 1957. Trodde västvärlden till en början att både Sputnik 1 och Sputnik 2 skjutits upp från basen.
Genom den fortsatta utvidgningen och utvecklingen, blev platsen en kosmodrom, som fortsatt i denna funktion sedan 1966 (med avbrott under 1988-1998). Staden Znamensk byggdes för de forskare som arbetar på anläggningarna, deras familjer och stödpersonal. Från början var detta en hemlig stad, som inte fanns på kartor och var oåtkomlig för utomstående.